# محوطه جابرج
محوطه جابرج مربوط به دوره ساسانیان است و در شهرستان گناوه، روستای مال قائد واقع شده و این اثر در تاریخ ۷ مهر ۱۳۸۱ با شمارهٔ ثبت ۶۵۱۵ به‌عنوان یکی از آثار ملی ایران به ثبت رسیده است.